# Waldemar Koperkiewicz
Waldemar Koperkiewicz (ur. 17 sierpnia 1952, zm. 23 czerwca 2025) – polski muzyk, kompozytor, pedagog muzyczny, działacz kulturalny.

## Życiorys
Urodził się i przez krótki czas mieszkał w Kutnie, gdzie uczęszczał do szkoły muzycznej I stopnia w klasie skrzypiec. Następnie przeniósł się do Nowego Wiśnicza, gdzie przez 5 lat uczył się w Liceum Sztuk Plastycznych, gdzie wraz z wokalistą Markiem Piekarczykiem założył trio o nazwie Dwustan, Tristan i Izolda w którym pełnił rolę gitarzysty i śpiewał. Zespół wykonywał jego pierwsze kompozycje z nurtu poezji śpiewanej i w efekcie pojawił się na Studenckim Festiwalu Piosenki w Krakowie. Przełom nastąpił, gdy muzyk rozpoczął naukę w Studium Kulturalno-Oświatowym w Ciechanowie, gdzie prowadził zespoły Blejtram, Aves – REKLAMA (powstał we wrześniu 1972 r. i działał przy ciechanowskim Studium Reklamy), a w 1973 roku ściągnął tam M. Piekarczyka, co dało początek nowej grupie, działającej pod nazwą Monastyr. Efektem wielogodzinnych, nocnych prób w tamtejszym Domu Kultury, w zaledwie kilkuletniej działalności zespołu były zdobyte nagrody na festiwalach piosenki (jedną z nich była możliwość zagrania koncertu w RFN), udział w koncercie Debiuty w ramach XV KFPP w Opolu (1977), aż po nagranie w 1978 roku singla, wydanego w 1980 roku przez Tonpress (S-252) z piosenkami Ten, kto wie (muz. W. Koperkiewicz, sł. A. Bernat) – w wyk. wokalnym Tadeusza Kowalewskiego i z ponadczasowym evergreenem pt. Rzeki snu (muz. W. Koperkiewicz, sł. M. Grala) – w wyk. wokalnym Marii Żak (wcześniej śpiewała w zespole Aves - REKLAMA) (piosenka w 1996 przypomniana przez Magdę Turowską, śpiewającą w duecie z Jarkiem Wasikiem – dała również tytuł debiutanckiemu albumowi piosenkarki i znalazła się na albumie J. Wasika pt. Fabryka nastrojów). W 1975 roku muzyk równolegle współpracował z zespołem Juliusza Loranca – Grupa I.

Wojciech Młynarski twierdził, że powinniśmy wygrać, ale muzyka była zbyt trudna, bo nie była to typowa piosenka, duża grupa, więc stwierdził, że sobie poradzimy. Nagrodę dostała jakaś tam wokalistka o której nikt później nie słyszał, ale to nie ma znaczenia... Nie mam o to żalu. Przeciwnie. To był wielki komplement dla nas.

W latach 70. i 80. uczył śpiewu w ośrodkach kultury w: Ciechanowie, Mławie i Działdowie. W 1980 roku na Ogólnopolskich Spotkaniach Zamkowych „Śpiewajmy Poezję” otrzymał wyróżnienie Wydziału Kultury i Sztuki Urzędu Wojewódzkiego w Olsztynie (za kompozycję). Na początku lat 80. XX w. – razem z kolegą z ciechanowskiego Studium Kulturalno-Oświatowego – Andrzejem Meżeryckim założył grupę Exit w której śpiewał m.in. Felicjan Andrzejczak. Zespół z towarzyszeniem Orkiestry Rozrywkowej Polskiego Radia i Telewizji w Łodzi pod dyr. Wojciecha Zielińskiego nagrał w 1980 r. w P. R. Łódź piosenki: Odnaleźć siebie (muz. W. Koperkiewicz, sł. M. Dagnan), Chcesz, spróbuj (muz. W. Koperkiewicz, sł. M. Dagnan), Otwórz mi sen (muz. W. Koperkiewicz, sł. Z. Czarnecki) i Szał w podmiejskiej dyskotece (Z. Hołdys, sł. A. Mogielnicki) z rep. Perfectu. W 1983 roku grupa wokalna z Działdowa pod jego kierownictwem zdobyła „Złoty Samowar” na Festiwalu Piosenki Radzieckiej w Zielonej Górze (członkami formacji byli m.in. rodzice Kasi Stankiewicz, przyszłej wokalistki zespołu Varius Manx). W latach 1986–1989 jako gitarzysta, wokalista i twórca utworów muzycznych (m.in. Kataryniarz do wiersza Mariana Piechala i Oto do czego można dojść) współpracował z Orkiestrą Teatru ATA. W 1987 roku jego kompozycja pt. Za co giniemy do słów Tomasza Gluzińskiego, w wykonaniu Joanny Ruteckiej i Orkiestry Teatru ATA zajęła II miejsce w konkursie „Piosenki w teatrze” w ramach XXIV Krajowego Festiwalu Piosenki Polskiej w Opolu.

W kryptach kościołów, klasztorów, w piwnicach, w domach kultury, czasem można było usłyszeć słowa, które rozsadzały kajdany myśli. Jedną z takich najbardziej niepokornych grup była Orkiestra Teatru ATA. Romantyzm łączony z pozytywizmem i analogiami historycznymi dodawał sił w chwilach, w których czuć było zniechęcenie i wyczerpanie.

Przez kolejnych kilka lat mieszkał i pracował w Kolonii (Niemcy), nie tracąc jednak kontaktu z krajem i biorąc udział w wielu przedsięwzięciach artystycznych i kulturalnych. Był m.in. kierownikiem muzycznym Ogólnopolskiego Festiwalu Piosenki Harcerskiej w Siedlcach i Ogólnopolskich Spotkań Śpiewających Poezję „Recital” w Siedlcach. Poprzez działające w Kolonii stowarzyszenie „Polonica” oraz prywatnie zapraszał polskich malarzy na wernisaże do Niemiec (m.in. wystawa malarstwa Mirosława Czyżykiewicza, połączona z jego recitalem). Po powrocie do Polski zamieszkał w Mławie. W momencie, gdy Andrzej Meżerycki został dyrektorem Centrum Kultury i Sztuki w Siedlcach, zacieśniły się jego związki z tym miastem. Był jurorem na festiwalach piosenki, prowadził zajęcia i warsztaty muzyczne, w końcu dostał propozycję pracy na etacie w CKiS. Od czerwca 2000 mieszkał w Siedlcach.

I chociaż w Ciechanowie udało mi się wiele fajnych rzeczy zrobić to było mi już tam ciasno. Może to przez to, że nie miałem siły przebicia a może dlatego, że nie chodziłem na kompromisy, które wtedy były konieczne i zostałem w tej swojej niszy twórczej. W Siedlcach było i nadal jest o tyle wspaniale, że są tutaj ogromne możliwości warsztatowe, lokalowe. To rewelacyjne miejsce, aby się realizować, nie ma nacisku cenzury. Wymyślam projekty, realizuję i czerpię satysfakcję.

Wiosną 2011 mianowano go wicedyrektorem tej placówki. 2 lipca 2012 roku został odznaczony Brązowym Medalem „Zasłużony Kulturze Gloria Artis” za upowszechnianie kultury. 12 października tego samego roku, na deskach Sceny Teatralnej Miasta Siedlce odbył się koncert z okazji jubileuszu 40-lecia jego pracy twórczej. Wówczas pełnił także funkcję kierownika muzycznego, reżysera i scenografa Teatru ES. 9 czerwca 2015, po upływie kadencji Mariusza Orzełowskiego, został dyrektorem CKiS. 31 października 2019 roku, podczas sesji Rady Miasta Siedlce, artysta odebrał gratulacje od władz samorządowych z racji otrzymania od ministra Kultury i Dziedzictwa Narodowego Piotra Glińskiego Nagrody specjalnej za nieocenione zasługi dla kultury polskiej.
Funkcję dyrektora siedleckiego CKiS pełnił do 9 lutego 2020 roku, a następnie przeszedł na emeryturę.

## Wybrane kompozycje
- Chcesz, spróbuj (wyk. Exit)[16]
- Kataryniarz (wyk. Waldemar Koperkiewicz i Anna Reyman, a następnie Małgorzata Grabowska-Kozera; Orkiestra Teatru ATA[17])
- Kolęda (wyk. Anna Reyman)[30]
- Odnaleźć siebie (wyk. Exit)[16]
- Oto do czego można dojść (Joanna Rutecka i Waldemar Koperkiewicz; Orkiestra Teatru ATA)[18]
- Otwórz mi sen (wyk. Exit)[16]
- Pieśń Osurri (wyk. Monastyr)[30]
- Psalm o chlebie (wyk. Joanna Rutecka i Waldemar Koperkiewicz)[30]
- Rzeki snu (wyk. Monastyr)[30]
- Ten kto wie (wyk. Monastyr)[30]
- Za co giniemy (wyk. Joanna Rutecka i Orkiestra Teatru ATA)[21]